# Научно-исследовательский институт точной механики
Научно-исследовательский институт точной механики (НИИТМ) — советский и российский научно-исследовательский институт. Образован в Ленинграде 20 марта 1947 года в интересах военно-промышленного комплекса страны, под названием НИИ-137. Направление деятельности института — разработка и изготовление датчиков и прикладных систем управления ракет и ракетных комплексов. Инженеры института принимали участие практически во всех ракетных и космических программах страны, включая первый полет человека в космос, а также программах изучения Луны, Венеры и Марса. С 2015 года — АО «НИИ ТМ».

## История
После создания в 1947 году перед сотрудниками института была поставлена задача разработки различных датчиков для ракет военного назначения, среди которых были инерционные датчики ИМ, ИМПС, датчики отношения ускорения (ДОУ), датчиков ускорения самоблокирующиеся (ДУС-5, ДУС-50), термодатчики, бародатчики. С 1953 года институт приступил к разработке ракетных радиодатчиков для ракет морского, наземного и воздушного базирования.
В 1959 году в рамках подготовки космических кораблей «Восток» и «Восход» инженеры НИИ занимались разработкой систем подрыва и ликвидации для беспилотных вариантов космических аппаратов. В 1964 году в институте была разработана система безопасности для спутников фоторазведки поколения «Зенит». В 1968 году аналогичная, с точки зрения функционала, система была разработана для ракет «Протон-К» и УР-700.
С 1969 года институт приступил к разработке радиодатчиков и высотометров больших и малых высот в рамках программы изучения Марса и Венеры, а также системы управления мягкой посадкой. В это же время была разработана система управления мягкой посадкой для возвращаемого с Луны модуля лунной станции (Система 380Л).
В 1970 году благодаря усилиям инженеров НИИ была осуществлена первая в мире мягкая посадка на Венеру спускаемого аппарата станции «Венера-7» под управлением разработанной в институте системы АУПС-382. В этом же году была создана система первой в мире мягкой посадки на Землю возвращаемого с Луны автоматического модуля станции «Луна-16» с образцами лунного грунта.
В 1973 году из стен института вышла готовая система безопасности и управления посадкой спускаемого аппарата орбитального комплекса «Алмаз». В 1974 году была разработана система СУП-267 с датчиками — радиовысотомерами, благодаря которой была осуществлена первая в мире мягкая посадка на Марс спускаемого аппарата АМС-71 («Марс-3»).
В 1978 году была разработана бортовая и наземная системы пожаровзрывопредупреждения для космического комплекса «Энергия-Буран». В 1980-х годах сотрудники НИИ разработали ряд систем безопасности и обеспечения посадки для спутников фоторазведки III поколения.
В 1992 году предприятие было вынуждено провести масштабную программу конверсии, при этом не потеряв высоких позиций в традиционных отраслях техники.
В 1993 года НИИ ТМ было преобразовано в ОАО «НИИ ТМ». В целом 1990-е годы отмечены конверсионными разработками НИИ, среди которых можно отметить сотрудничество с Петербургским метрополитеном, ГУП «Водоканал Санкт-Петербурга», ГЭСП «Ленсвет», АО «Мосэнерго» и рядом других предприятий.
С началом 2000-х годов предприятие вновь вернулось к производству систем космического и военного назначения, при этом часть разработок НИИ стала касаться автоматизации движения железнодорожного транспорта и метрополитена.
12 декабря 2023 года, из-за российского вторжения на Украину, институт включён в блокирующий санкционный список США против компаний поставляющих продукцию для российской военно-промышленной базы. Ранее институт был включён в санкционный список Украины.